# Glissement de terrain du Bersend
Le glissement de terrain du Bersend est un glissement de terrain de France qui se produit en Savoie, à Beaufort.

## Géographie

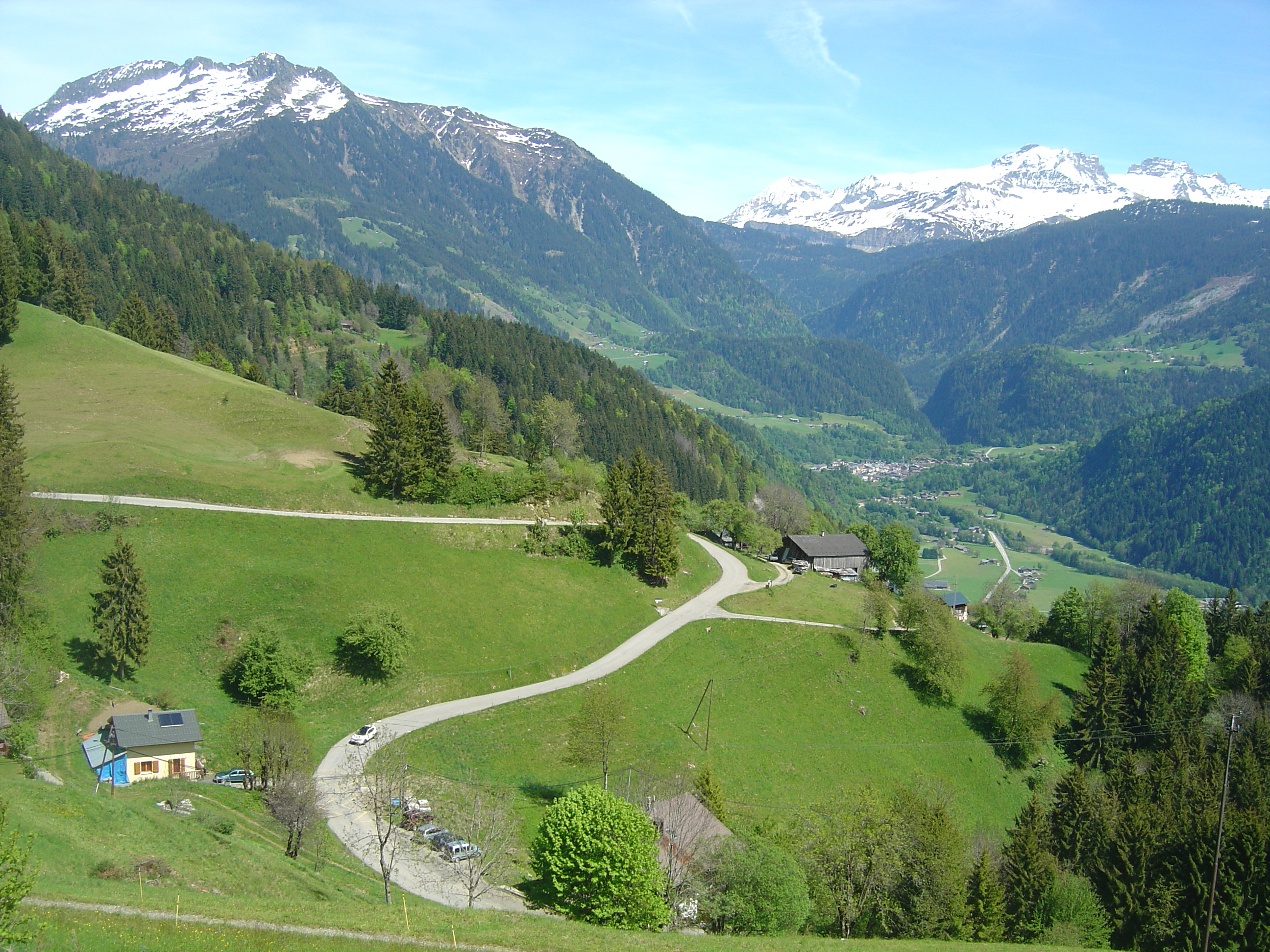
Vue de Beaufort depuis les pentes du Signal de Bisanne au nord-ouest : le glissement de terrain du Bersend est visible sur le bord droit de la photo, formant une tache marron-gris dans la forêt au-dessus du village, en amont du défilé d'Entreroches derrière le village.

Une partie de l'ubac de la montagne en amont du village de Beaufort, dans le voisinage du hameau du Bersend, est sujette à des mouvements de terrain qui créent des affaissements, des glissements et des coulées de boue,. Le volume de terrain en mouvement est estimé à 4 millions de m3 pour une surface affectée de 35 hectares sur une épaisseur de trente mètres. Il s'agit ici de micaschistes chloriteux de nature plus instable que les granites de Beaufort sur lesquels ils reposent et que les granites d'Outray qui constituent le sommet de la montagne.
Le haut de la niche d'arrachement se situe à environ 1 400 mètres d'altitude, sous le signal de la Croix de Coste, et entraîne des terrains vers l'aval jusqu'à une altitude d'environ 1 000 mètres. De là, le ruisseau drainant le fond du vallon et emportant les débris du glissement de terrain se jette en rive gauche dans le Doron de Beaufort, juste à l'entrée du défilé d'Entreroches. Cette configuration orographique et hydrographique fait craindre la formation d'embâcles et d'accroissement du risque de crue soudaine si un glissement de terrain venait à se produire au moment d'une crue du Doron.

Le glissement de terrain en août 2024.
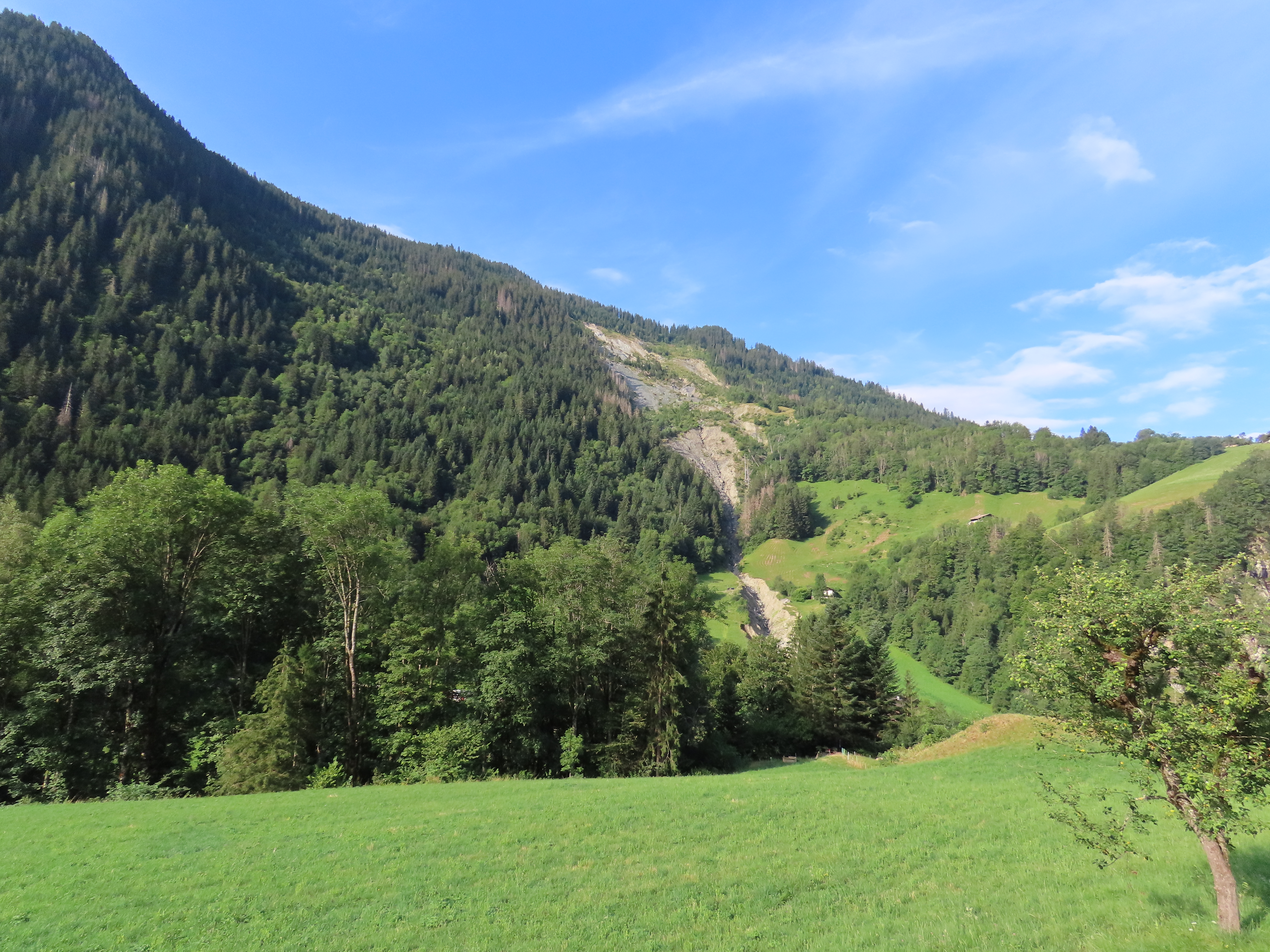
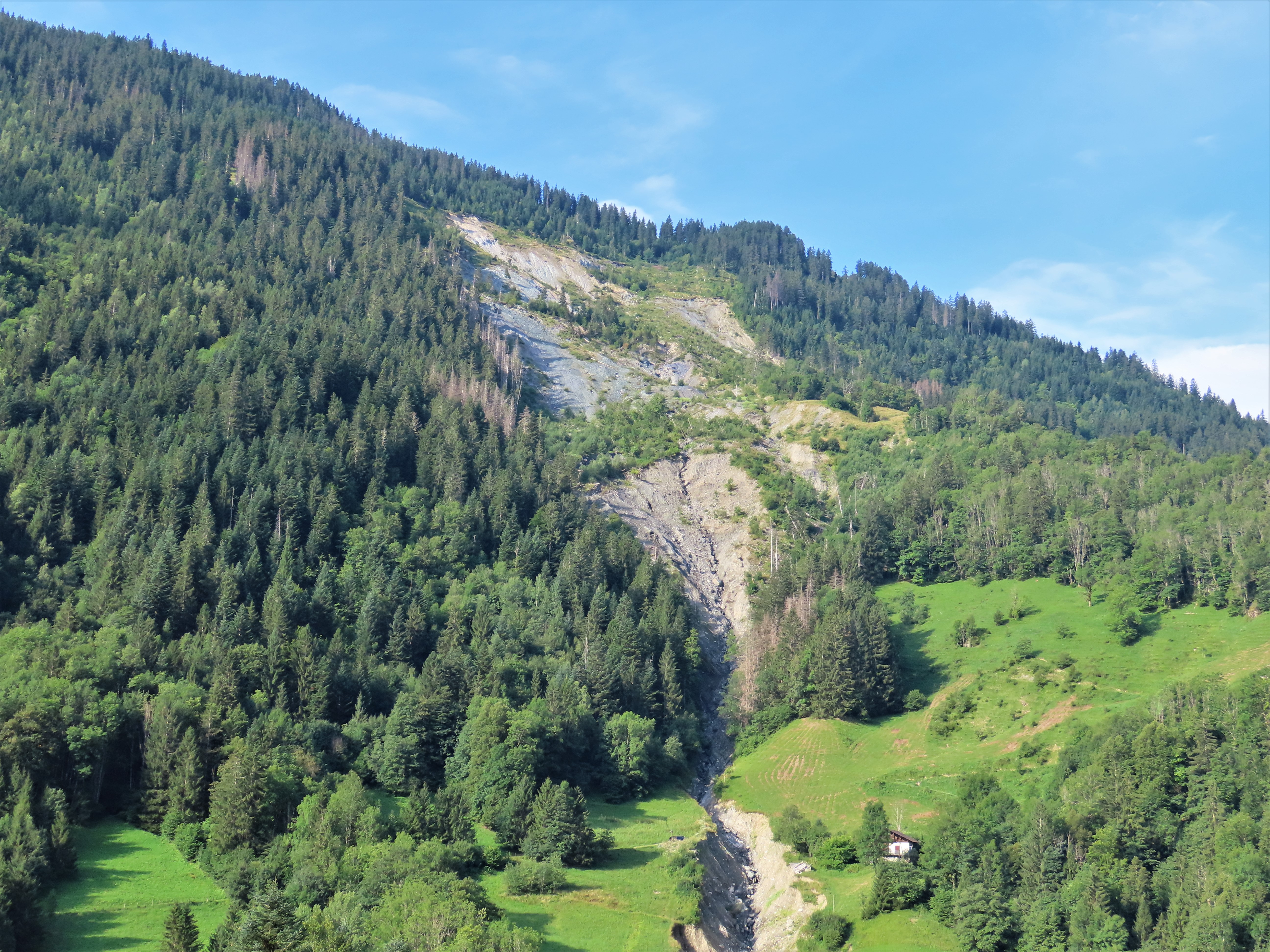
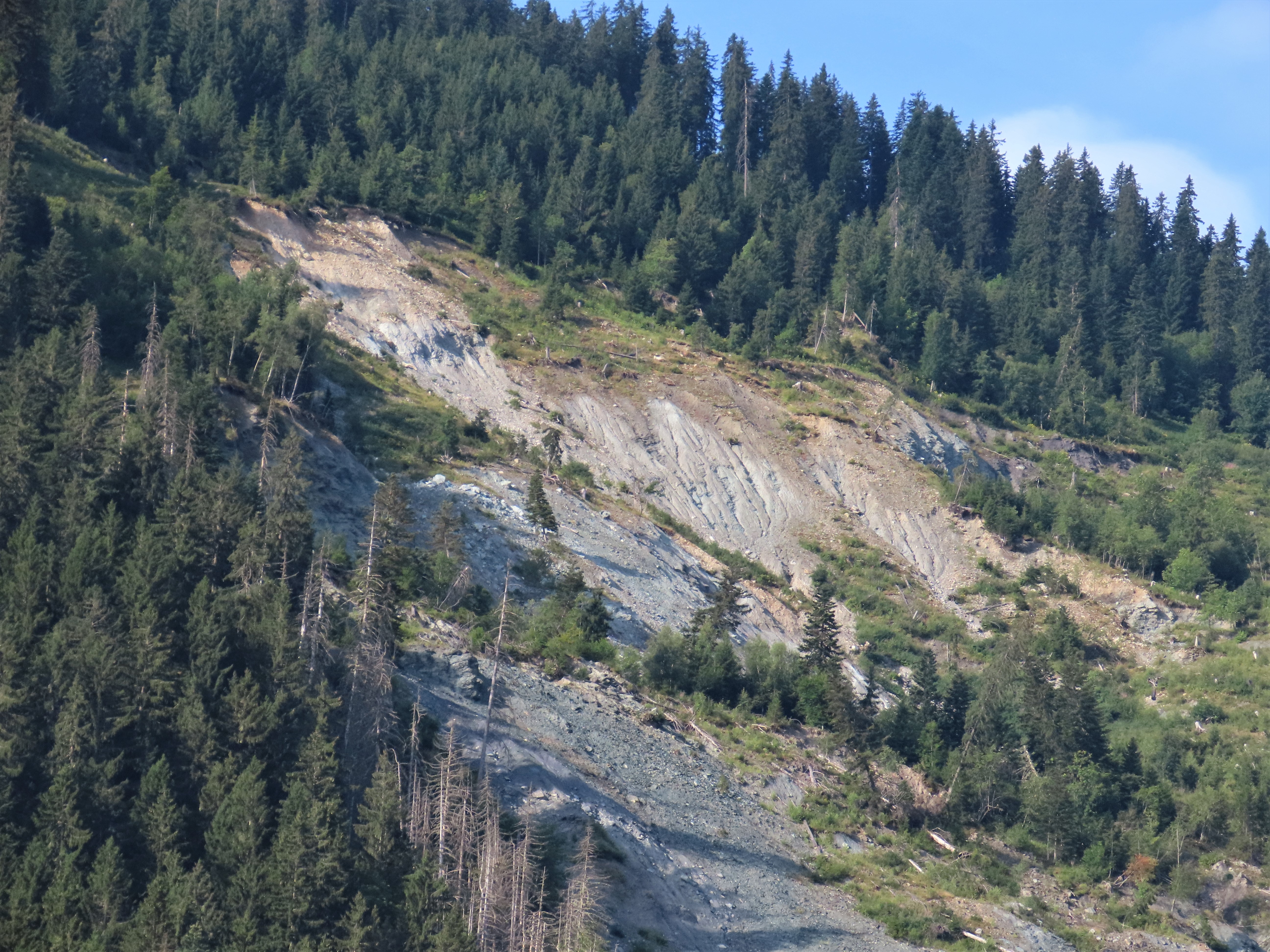
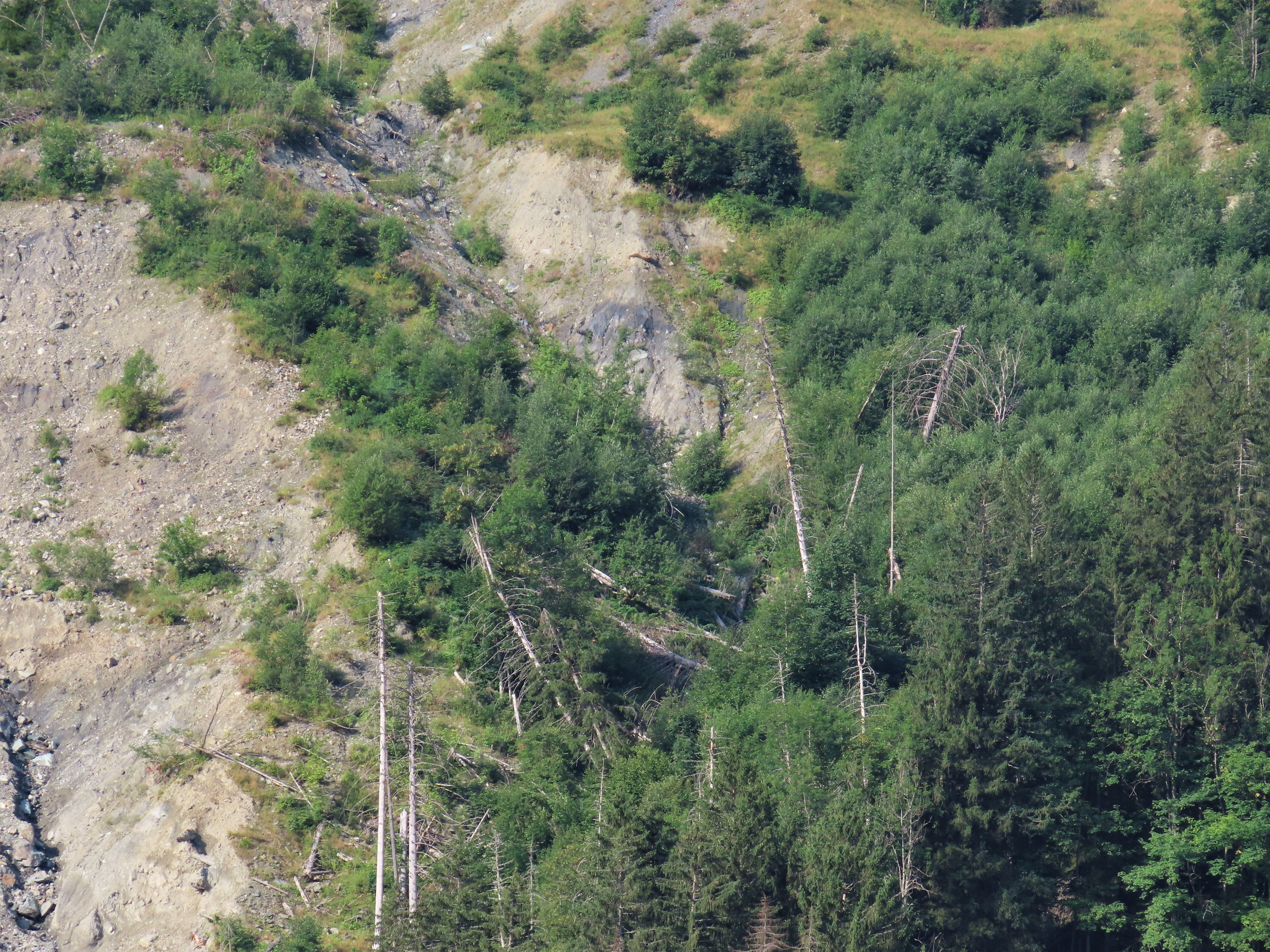
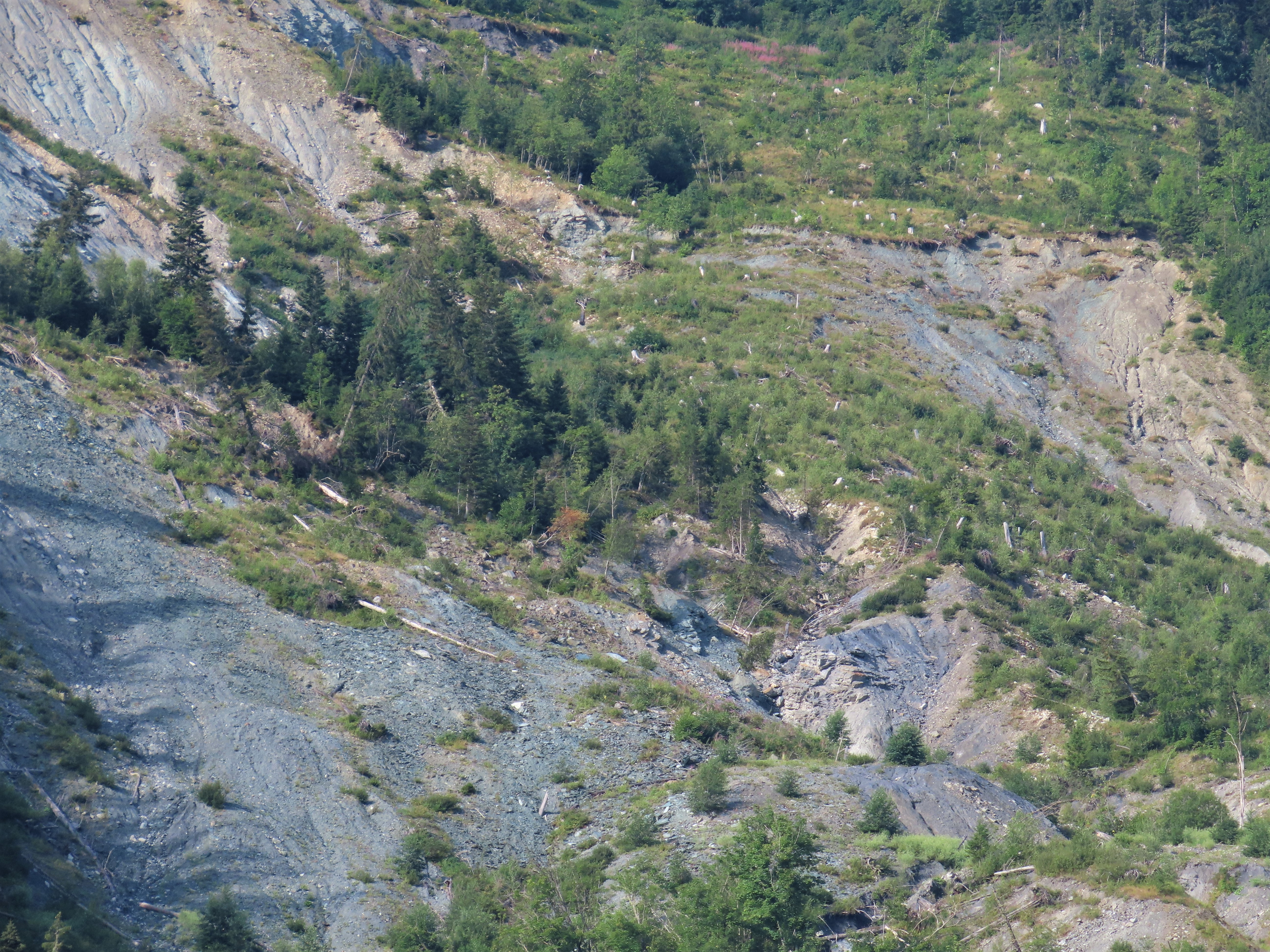

## Histoire
Le secteur est connu pour être sujet à ce type de phénomène mais les mouvements de terrain se réactivent en 2016 à la faveur des pluies printanières qui déclenchent des laves torrentielles,. Une partie de la forêt, qualifiée d'« ivre », est alors directement affectée, menaçant des bâtiments, maisons, granges, chalets, situés en contrebas et dont une partie sont évacués et interdits d'accès,. Le glissement de terrain emporte également des chemins, dont celui permettant de gagner le col du Pré depuis le hameau du Bersend via le signal de la Croix de Costes, et des sentiers de randonnée, dont celui permettant de gagner le secteur du lac de Roselend depuis le hameau du Bersend.
Les coulées de boue traversent régulièrement la route départementale 925 juste avant d'arriver dans le lit du Doron, coupant la route et bloquant la circulation entre Beaufort et le Cormet de Roselend, entraînant une quarantaine d'interventions sur la voirie entre 2016 et 2021,. Des travaux, entrepris en 2016 et 2018 et qui consistent à buser le torrent et créer un bassin de décantation, se révèlent insuffisants au vu du volume de matériau mis en mouvement à chaque épisode pluvieux important. De nouveaux aménagements sont alors entrepris de septembre à décembre 2020 afin de construire un pont en lieu et place du franchissement busé, ce qui devrait permettre aux eaux et boues de s'écouler sans entrave jusqu'au Doron. En attendant, la 18e étape du Tour de France 2020 qui se déroule le 17 septembre et qui devait descendre directement du Cormet de Roselend jusqu'à Beaufort doit être déviée par les Villes en rive droite du Doron.